# Manžel kadeřnice
Manžel kadeřnice (v originále Le Mari de la coiffeuse) je francouzský hraný film z roku 1990, který režíroval Patrice Leconte. Snímek měl světovou premiéru 3. října 1990.

## Děj
Antoine prožívá své první milostné avantýry v křesle kadeřnického salonu buclaté paní Sheafferové. Slibuje si, že se ožení s kadeřnicí. Když vyroste, potká kadeřnici Mathildu. Láska na první pohled je vzájemná.

## Obsazení
| Anna Galiena      | kadeřnice Mathilde        |
| Jean Rochefort    | Antoine                   |
| Roland Bertin     | Antoinův otec             |
| Yveline Ailhaud   | Antoinova matka           |
| Maurice Chevit    | Ambroise Dupré            |
| Philippe Clévenot | klient Morvoisieux        |
| Ticky Holgado     | Morvoisieuxův zeť         |
| Jacques Mathou    | Julien Gora               |
| Claude Aufaure    | homosexuální klient       |
| Albert Delpy      | Donecker                  |
| Michèle Laroque   | matka adoptovaného dítěte |
| Anne-Marie Pisani | Madame Scheaffer          |
| Pierre Meyrand    | Antoinův bratr            |
| Arlette Téphany   | Antoinova švagrová        |
| Julien Bukowski   | zasmušilý muž             |
| Youssef Hamid     | tuniský klient            |
| Laurence Ragon    | Madame Gora               |

## Ocenění
- Prix Louis-Delluc (spolu s filmem Malý kriminálník od Jacquese Doillona)
- César: nominace v kategoriích nejlepší film, nejlepší režie (Patrice Leconte), nejlepší herec (Jean Rochefort), nejlepší kamera (Eduardo Serra), nejlepší střih (Joëlle Hache), nejlepší výprava (Ivan Maussion) a nejlepší původní scénář nebo adaptace (Claude Klotz a Patrice Leconte)
- Union de la critique de cinéma: nominace na Velkou cenu
- BAFTA: nominace na nejlepší neanglický film